# Позірні пригоди
Позірні пригоди (англ. Imaginary voyage, себто уявні пригоди) - це вид розповіді, в якому утопічна чи сатирична вистава (або якийсь науково-популярний зміст) поміщається у вигадані рамки розповіді про подорож.
Це дуже архаїчна оповідальна техніка, що передує романним та новелістичним формам. Два відомі приклади з грецької літератури - "Священна історія" Евгемера та "Острова Сонця" Ямбулос. Їхні утопічні острови, очевидно, були створені за зразком міфологічних островів Фортуната.
У "Правдивій історії" Лукіана пародіюється весь жанр позірної подорожі, а у передмові автор наводить Ямбулоса, як один з об'єктів пародії. Однак Фотій у своїй "Бібліотеці" стверджує, що головним об'єктом пародії поставали "Неймовірні чудеса за Туле" Антонія Діогена, жанрова суміш фантастичної подорожі та грецького роману, який популяризував піфагорійські вчення.
Поширення екзотичної літератури про подорожі на середньовічному Заході в XIII столітті створило нішу для фантастичних розповідей про уявні подорожі, представлені як реальні автобіографічні оповідання. Мандрівки сера Джона Мандевіля (бл. 1357) і "Подорожі Йоганна Вітте де Гезе" (бл. 1400) є представниками вищезазначеної пізньосередньовічної тенденції.
Першим, хто відродив "позірні пригоди" в сучасну епоху, був Томас Мор у своїй "Утопії" (1515), за якою через століття сталося поширення утопічних островів: Йоханнес Валентінус Андрее "Reipublicae Christianopolitanae descriptio" (1619), Томмазо Кампанелла "Місто Сонця" 1623), Френсіс Бекон "Нова Атлантида" (1627), Якоб Бідерманн "Утопія" (1640), Дені Верас "Історія Севарамбі" (1675), Габріель де Фоїньї "La Terre australe connue" (1676), Габріель Даніель "Voyage du monde de Descartes" (1690), Франсуа Лефевр "Relation du voyage de l'island d'Eutopie" (1711), а також багато інших.
Сатирична лінія Лукіана була використана в романі Франсуа Рабле "Гаргантюа і Пантагрюель" (1532) і отримала подальший розвиток у романах Джозефа Холла "Mundus Alter et Idem" (1607), Франсуа Хеделен "Історія часу" (1654), Сірано де Бержерака "Комічна історія держав та імперій Місяця" (1657) і "Фрагменти комічної історії держав та імперій Сонця" (1662), Шарль Сорель "Нове відкриття королівства Фріскемор" (1662), Маргарет Кавендіш "Палкий світ" (1666), Джошуа Барнс "Геранія" (1675), Бернар де Фонтенель "Реляція острова Борнео" (1686), Даніель Дефо "Консолідатор" (1705) і, в першу чергу, в "Подорожах Гулівера" (1726) Джонатана Свіфта.
Уявна подорож стала природним середовищем просування нових астрономічних ідей. Першими літературними космічними польотами після Лукіана були: Хуан Мальдонадо "Somnium" (1541), Йоганн Кеплер "Somnium" (1634), Френсіс Годвін "Людина на Місяці" (1638), Джон Вілкінс "Відкриття миру на Місяці" (1639), Афанасій Кірхер "Itinerarium extaticum" (1656), Давид Руссен "Iter lunare" (1703), Дієго де Торрес Вільярроель "Viaje fantástico" (1723), Еберхард Кіндерманн "Die geschwinde Reise auf dem Luftschiff nach der obern Welt" (1744) - перший політ до планет, Роберт Пелток "Життя та пригоди Пітера Уілкінса" (1751), Вольтер "Мікромегас" (1752).